# Plagiolepis moelleri
Plagiolepis moelleri är en myrart som beskrevs av Charles Thomas Bingham 1903. Plagiolepis moelleri ingår i släktet Plagiolepis och familjen myror. Inga underarter finns listade i Catalogue of Life.